# Iwan Hrincow
Iwan Hryhorowycz Hrincow (ukr. Іван Григорович Грінцов; ros. Иван Григорьевич Гринцов, ur. 7 lutego 1935, zm. 27 stycznia 2019) – radziecki i ukraiński polityk i działacz partyjny.

## Życiorys
W 1957 ukończył Ługański Instytut Rolniczy, po czym pracował w kołchozach w obwodzie donieckim, od 1960 należał do KPZR. Od 1965 funkcjonariusz partyjny, w latach 1971–1975 sekretarz Komitetu Obwodowego KPU w Doniecku, od 23 kwietnia 1975 do 22 października 1988 I sekretarz Komitetu Obwodowego KPU w Sumach. Jednocześnie w latach 1976–1990 zastępca członka KC KPZR, a 1988–1991 sekretarz KC KPU. Deputowany do Rady Najwyższej ZSRR od 9 do 11 kadencji, deputowany ludowy ZSRR. W latach 1994–1998 deputowany Rady Najwyższej Ukrainy.